# Amatory
Amatory (вимовляється як Ама́торі, стилізується [AMATORY]) — російський гурт, провідними стилями якого є альтернативний метал і металкор. Створений в 2001 році в Санкт-Петербурзі. У 2005 році Rock Alternative Music Prize присудив колективу статус групи року. У тому ж році Rock Alternative Music Prize присудила кліпу на пісню «Черно-белые дни» статус кліп року. У 2009 році група отримала премію «Вибір Інтернету» Нашого Радіо. У тому ж році пісня «Дыши со мной» (оригінально записана і видана 2008 року) стала лауреатом в номінації «Пісня року» (RAMP).

## Склад

### Поточний склад
- Денис [DENVER] Животовський — бас-гітара, вокал
- Дмитро [HELLDIM] Музиченко— ритм-гітара, клавішні
- Данило [STEWART] Свєтлов — ударні
- Ілля [Eel] Борисов — соло-гітара
- Ігор [IGOR] Капранов — вокал (2004-2010, концерти з 2021)

### Колишні учасники
- Євгеній [PJ] Потєхін — вокал, гітара (був призваний в армію якраз перед записом спліт-альбому «Хлеб»)
- Олексій [LEXUS] Овчінніков — вокал (покинув гурт після запису альбому «Вечно прячется судьба»)
- Сергій [GANG] Осєчкін — соло-гітара(пішов з життя, 08.08.1983 — 15.03.2007)
- Дмитро [JAY] Рубановський — соло-гітара (2008-2011)
- Іван Людевіг — сесіонний гітарист (2007)
- Микола Юр'єв — сесіонний гітарист (2006-2007)
- Олександр [ALEX] Павлов — ритм-гітара, семпли, клавішні (2003-2012)
- Ілля [К] Кухін — ритм-гітара (2011-2014)
- Вячеслав [SLAVA] Соколов — вокал (2010-2018)
- Сергій Раєв — вокал (2019-2024)

## Дискографія

### Студійні альбоми
- 2003 — Вечно прячется судьба
- 2004 — Неизбежность
- 2006 — Книга мёртвых
- 2008 — VII
- 2010 — Инстинкт Обречённых
- 2015 — 6
- 2019 — Doom

### Переспівки
- 2006 —  Discovery

### Сингли
- 2003 — «Осколки»
- 2004 — «Две жизни (ЕР)»
- 2005 — «Чёрно-белые дни»
- 2006 — «Преступление против времени»
- 2007 — «Слишком поздно»
- 2008 — «Вы все лишены своей жизни»
- 2008 — «Дыши со мной»
- 2009 — «Багровый рассвет»
- 2010 — «Сквозь закрытые веки»
- 2011 — «Осколки 2.011»
- 2012 — «Три полоски (feat. Михалыч)»
- 2012 — «Верь мне»
- 2012 — «Момент истины»
- 2015 — «Остановить время»
- 2016 — «Огонь»
- 2019 — «Космо Камикадзе„

### Спліти
- 2002 — “Хлеб» (з Spermadonarz)

### DVD
- 2005 — «[P]OST [S]CRIPTUM.»
- 2007 — «Home Video Evol.1»
- 2012 — «ON THE ROAD», а також концертний DVD «Live In Saint-P»